# Luco dei Marsi
Luco dei Marsi est une commune de la province de L'Aquila dans les Abruzzes en Italie.

## Histoire
Au nord du bourg se trouve le site archéologique préromain et romain du Lucus Angitiae.

## Administration
| Période                                  | Période  | Identité     | Étiquette       | Qualité |
| ---------------------------------------- | -------- | ------------ | --------------- | ------- |
| 28 mai 2002                              | En cours | Orante Venti | Centro-Sinistra |         |
| Les données manquantes sont à compléter. |          |              |                 |         |

### Hameaux
Petogna

### Communes limitrophes
Avezzano, Canistro, Capistrello, Celano, Civita d'Antino, Civitella Roveto, Trasacco

### Jumelages
- Stains (France) depuis le 15 décembre 2000. Collaboration multilatérale dans les domaines du sport, du tourisme, de l’environnement, du développement dans le domaine des NTIC, permettant la valorisation des richesses culturelles réciproques.